# Hideki Tojo
Hideki Tōjō (jap. 東條 英機, 東条 英機, Tokio, 30. prosinca 1884. – Tokio, 23. prosinca 1948.) je bio japanski general i političar koji je služio kao ratni premijer Japana u periodu od 1941. do 1944. godine.

## Životopis
Hideki Tōjō je rođen 30. prosinca 1884. godine u Tokiu kao sin generala. Na vojnu akademiju krenuo je 1905. godine, a završio je 1915. godine. Za vrijeme 1920-ih godina bio je zapovjednik vojnog odjela zaduženog za mobilizaciju i pripremu vojnika u slučaju rata.
Za vrijeme 1930-ih godina, Tōjō je postao član tzv. Kontrolne grupe koja je bila zadužena za modernizaciju vojske. Godine 1935. poslan je u Mandžukuo, marionetsku državu pod Japanskom vlašću koja se nalazila u kineskoj regiji Mandžurija. On je kasnije postao zapovjednik Kvantung vojske, glavne japanske vojske u regiji. 
Tōjō je dobio reputaciju efikasnog, odlučnog i agresivnog vođe. Njegove teške disciplinarne taktike dale su mu nadimak Žilet. U Tokio je ponovno pozvan 1938. godine kako bi bio doministar rata. Kako je bio velika potpora ofenzivne taktike u drugom kinesko-japanskom ratu (gdje se borio na strani Mandžurije), unaprijeđen je u ministra rata 1940. godine. Tōjō je bio uvjeren da će Treći Reich pobijediti u Europi i 1940. godine podržava potpisivanje Trojnog pakta. Od tog dana te 3 zemlje (i njihovi podržavatelji) su poznati kao Sile Osovine. Tōjō je za proširenje Japanske moći kao iduću metu izabrao sjevernu Indokinu (današnji Laos i Vijetnam).
Kako su tenzije između Japana i SAD-a 1941. godine rasle, Tōjō se protivio se bilo kakvim kompromisima koji bi umanjili Japansku moć. Do jeseni 1941. godine bilo je izgledno da je ulazak Japana u Drugi svjetski rat neizbježan. Tōjō je postavljen za premijera u listopadu. Iste te godine naredio je iznenadni napad na američke baze na Havajima. U prosincu 1941. godine Tōjōva vlada odlučila je objaviti rat SAD-u i napasti američku vojnu luku Pearl Harbor na Havajima. 
Iako Tōjō nikad nije postao diktator kao Adolf Hitler ili Benito Mussolini, dobivao je sve više i više moći kako je rat napredovao. Zadržeći svoju poziciju kao ministar rata, od 1943. godine vodi i Ministarstvo naoružanja, a 1944. godine preuzima poziciju vrhovnog zapovjednika vojske. 
Godine 1944., kontinuirane savezničke pobjede na Pacifiku umanjile su Tōjōvu moć. Amerikanci su osvojili japanski otok Saipan i tako izložili Japan američkoj paljbi. Tōjō je dao otkaz na mjestu premijera u srpnju 1944. godine i ostao je u mirovni do kraja rata. Kada je u rujnu 1945. godine saznao da će biti uhićen kao ratni zločinac, neuspješno je pokušao samoubojstvo. Osuđen na Tokijskom procesu zbog ratnih zločina, sud mu je odredio smrt vješanjem u prosincu 1948. godine.

## Vanjske poveznice

### Mrežna mjesta
- Hideki Tojo Biography.
- Hideki Tojo Quotes
- Trial Watch
- Address by Tojo Hideki, Premier of Japan

### Ostali projekti
|  | Zajednički poslužitelj ima stranicu o temi Hideki Tōjō |